# Уитни, Филлис
Филлис Аямэ Уитни (англ. Phillis Ayame Whitney; 9 сентября 1903[…], Иокогама — 8 февраля 2008[…], Фабер, Виргиния) — американская писательница, прославившаяся благодаря любовным, детским и детективным романам, которые раскупались в США многомиллионными тиражами. Журналисты прозвали её «королевой американской готики».

## Биография
Филлис родилась в японском городе Йокогама, где в ту пору работал её отец Чарльз Джозеф Уитни — уроженец штата Айова, служащий экспортной компании. Её мать Мэри Лиллиан Мэндевилл происходила из Шотландии, но родилась в Кливленде (штат Огайо). Это был её второй брак.
Филлис Аямэ Уитни («аямэ» — от японского слова, означающего «радуга») мечтала стать балериной. Ещё подростком начала писать. После смерти отца в 1918 году в китайском городе Ханкой, семья перебралась в Сан-Франциско (штат Калифорния). Девочка провела своё детство в Японии, на Филиппинах и в Китае, так что Америку она впервые увидела в возрасте 15 лет. Сначала семья проживала в пригороде Сан-Франциско — Беркли, а вскоре мать с дочкой поселились в Сан-Антонио (штат Техас), где Филлис продолжала освоение танцевального искусства, участвуя в спектаклях Красного Креста и давая уроки танца.
Но вскоре желание писать преодолело в девушки тягу к танцам и она навсегда забросила сцену. В Сан-Антонио в 1920 году умерла мать Филлис и она переехала к своей тётке в Чикаго (штат Иллинойс), где в 1924 году окончила среднюю школу «McKinley High School» и всерьёз начала заниматься литературой. Её первые рассказы печатались в газете «Chicago Daily News», но уже довольно скоро сотня её рассказов была напечатана и в других периодических изданиях. В это время она работала в детском отделе Чикагской публичной библиотеки и в книжных магазинах. В 1925 году она вышла замуж за Джорджа Гармере, в браке с которым в 1934 году у неё родилась дочь Джорджия.
В 1941 году в издательстве «Houghton Mifflin» вышел её первый роман — книга для подростков «Место для Энн», а два года спустя издательством «Ziff-Davis Publishing Company» был опубликован и её первый «взрослый» роман «Красный — для убийства». В 1942—1946-х годах Филлис Уитли работала детским книжным редактором. В 1945 году преподавала курс детской литературы в Северо-Западном университете, а в 1947—1958 годах — в Нью-Йоркском университете.
В 1950 году, после её развода с первым мужем, который не одобрял её тягу к писательству, Филлис Уитли во второй раз вышла замуж за Лоуэлла Янки. К 1960 году на её счёту уже было 25 изданных книг. Она продолжила выпускать книгу за книгой, стала лауреатом премии Эдгара Аллана По — высшей американской награды за детективную литературу. К середине 1960-х годов её книги были переведены на иностранные языки, её имя стало упоминаться вместе с такими популярными писательницами как Мэри Стюарт и Виктория Холт.
В течение 20 лет Филлис Уитли прожила в Нью-Йорке. Потом они с мужем переехали жить сначала в Сассекс, а затем в городок Хоуп (штат Нью-Джерси).
За свою жизнь писательница написала более 75 книг, в которых детективный и любовный сюжеты тесно переплетались между собой, в которых подростки раскрывали хитроумные тайны, и в которых добро всегда побеждало зло. В последние два года романистка работала над своей автобиографией.
Умерла от пневмонии в городе Фабер (штат Вирджиния) в возрасте 104 лет.

## Награды и звания
- 1961 — премия Эдара Аллана По (Edgar Allen Poe Award) в категории «лучший детский детектив года» за роман «Тайна завсегдатая бассейна»
- 1962 — номинация на премию Эдара Аллана По (Edgar Allen Poe Award) в категории «лучший детский детектив года» за роман «Секрет глаза тигра»
- 1964 — премия Эдара Аллана По (Edgar Allen Poe Award) в категории «лучший детский детектив года» за роман «Тайна скрытой руки»
- 1964 — премия «Секвойя» (Sequoyah Award) штата Оклахома за роман «Тайна скрытой руки»
- 1971 — номинация на премию Эдара Аллана По (Edgar Allen Poe Award) в категории «лучший детский детектив года» за роман «Секрет недостающего следа»
- 1974 — номинация на премию Эдара Аллана По (Edgar Allen Poe Award) в категории «лучший детский детектив года» за роман «Тайна сердящегося мальчика»
- 1975 — президент ассоциации MWA (Mystery Writers of America)
- 1988 — Грандмастер ассоциации MWA (Mystery Writers of America)
- 1989 — премия «Агата» общества « Malice Domestic» за заслуги перед жанром
- 1995 — премия за заслуги от общества SMA (Society of Midland Authors)